# Nicolova prizma
Nicolova prizma je optična prizma, ki spada med polarizacijske prizme. Uporablja se v optičnih napravah kot polarizator. S pomočjo Nikolove prizme dobimo žarek polarizirane svetlobe. 
Imenuje se po  škotskem fiziku in geologu Williamu Nicolu (1770 – 1851). Izumil jo je v letu 1828.

## Zgradba in delovanje
Nicolova prizma je sestavljena iz dveh delov. Oba dela sta narejena iz kristala kalcita, ki sta odrezana pod kotom 68° in ponovno zlepljena s kanadskim balzamom, ki se pridobiva iz iglastega drevesa balzamovca (Abies balsamea). Žarek vstopa na enem koncu prizme. Zaradi dvolomnosti žarek razpade na dva žarka (redni in izredni). Eden izmed žarkov (običajno redni žarek) se popolno odbije ali pa izstopi na zgornjem delu prizme (lomni količnik ima 1,658). Drugi žarek (ima lomni količnik 1,486) se ne odbije in nadaljuje pot, ter prizmo zapusti. Ta žarek je izredni žarek in ga sestavlja linearno polarizirana svetloba. Kanadski balzam pa ima lomni količnik 1,54, kar je več kot izredni in manj kot redni žarek.

## Uporaba
Nicolove prizme se uporabljajo v mikroskopija in polarimetriji. Pogosto se v novejšem času v polarizatorjih uporabljajo polaroidne plošče in tudi Glan-Thompsonova prizma.